# كأس النرويج 1945
كأس النرويج 1945 (بالنرويجية: Norgesmesterskapet i fotball for menn 1945)‏ هو الموسم 40 من كأس النرويج. أشرف على تنظيمه اتحاد النرويج لكرة القدم، وفاز فيه نادي لين.